# Gavin Harrison
Gavin Richard Harrison (Harrow, Noord-Londen, 28 mei 1963) is een Brits musicus. Hij begon zijn professionele carrière in Renaissance, en is sinds 2002 de drummer en percussionist van de Britse progressieve rock band Porcupine Tree. Sinds 2008 is hij tevens een van de drummers in King Crimson. Harrison drumt of drumde ook bij onder andere The Pineapple Thief, Incognito en Level 42.
Harrison heeft twee drumlesboeken geschreven, getiteld Rhythmic Illusions en Rhythmic Perspectives. Ook heeft hij twee drum-dvd's uitgebracht: Rhythmic Visions en Rhythmic Horizons. In 1988 nam hij samen met Gail Ann Dorsey het album "The Corporate World" op. In 1998 bracht hij het soloalbum Sanity & Gravity.